# Kritisches Lexikon zur fremdsprachigen Gegenwartsliteratur
Das Kritische Lexikon zur fremdsprachigen Gegenwartsliteratur (KLfG) ist eines der bedeutendsten Literaturlexika in deutscher Sprache. Es ist ein als Loseblattsammlung angelegtes Nachschlagewerk mit Informationen zu herausragenden zeitgenössischen Schriftstellerinnen und Schriftstellern der Weltliteratur, die ihren jeweiligen Sprach- und Kulturraum entscheidend prägen und deren Werke zu wesentlichen Teilen in deutscher Übersetzung vorliegen.

## Herausgeber und Verlag
Heinz Ludwig Arnold begründete das Kritische Lexikon zur fremdsprachigen Gegenwartsliteratur (KLfG) 1983 und gab es bis 2008 heraus. Derzeit (Stand Oktober 2024) sind Sebastian Domsch, Annegret Heitmann, Irmela Hijiya-Kirschnereit, Thomas Klinkert, Yvonne Pörzgen und Barbara Winckler die Herausgeber. Unter ihnen gibt Sebastian Domsch die Artikel zur englischsprachigen, Irmela Hijiya-Kirschnereit die zur ostasiatischen, Thomas Klinkert die zur romanischen, Yvonne Pörzgen die zur slavischen, Annegret Heitmann die zur skandinavischen und Barbara Winckler die zur semitischen sowie arabischen Literatur heraus. Die allgemeine Redaktion verantwortet Stefanie Fricke. Das Werk erscheint im Verlag edition text + kritik. Das KLfG wird kontinuierlich aktualisiert und ergänzt. Es ist online kostenpflichtig über Munzinger verfügbar.

## Aufbau und Schwerpunkt
Das KLfG umfasst inzwischen 823 Beiträge zu einzelnen Autoren (Stand Oktober 2024, nach der 123. Nachlieferung). Die Sortierung erfolgt nach der alphabetischen Reihenfolge der Autoren. Die Artikel gliedern sich in Biogramm, Essay und Bibliografie. Die Biogramme geben einen Überblick über Leben und literarische Auszeichnungen der Autoren. In ausführlichen Essays werden die einzelnen Werke der jeweiligen Schriftsteller auf ihre Werkzusammenhänge und poetologischen Grundlagen hin eingehend analysiert und bewertet. Die umfangreichen bibliografischen Angaben verzeichnen alle Originalausgaben und sämtliche Übersetzungen ins Deutsche sowie die wichtigste Sekundärliteratur. Die Artikel orientieren sich am originalsprachlichen Werk und reflektieren den jeweiligen kulturellen und gesellschaftlichen Hintergrund der Schriftsteller.
Außerdem vermitteln einführende Aufsätze über die Literaturen einzelner Länder einen Überblick der Geschichte der Weltliteratur im 20. und 21. Jahrhundert.

## Rezension
»Die heutige Weltliteratur (das heißt: die nicht deutschsprachige aller Kulturen und Kontinente) ist [...] nirgends gründlicher und aktueller dargestellt als im ›Kritischen Lexikon der fremdsprachigen Gegenwartsliteratur‹.« Hessische Allgemeine

## Ausgabe und Rezension
- Sebastian Domsch, Annegret Heitmann, Irmela Hijiya-Kirschnereit, Wolfgang Kissel, Thomas Klinkert, Barbara Winckler (Hrsg.): Kritisches Lexikon zur fremdsprachigen Gegenwartsliteratur (KLfG). Begründet von Heinz Ludiwig Arnold. edition text + kritik. München 2012, ISBN 978-3-86916-220-1 (Grundwerk einschließlich der 88. Nachlieferung).
- Maria Ebert: Nie zuvor gab es mehr Lexika zur Literatur. In: buchreport.magazin. Januar 2009, abgerufen am 12. Juli 2012, S. 54–57.